# Neptis declinata
Neptis declinata är en fjärilsart som beskrevs av Van Eecke 1918. Neptis declinata ingår i släktet Neptis och familjen praktfjärilar. Inga underarter finns listade i Catalogue of Life.